# Genga
Genga is een gemeente in de Italiaanse provincie Ancona (regio Marche) en telt 2031 inwoners (31-12-2004). De oppervlakte bedraagt 72,3 km², de bevolkingsdichtheid is 28 inwoners per km².

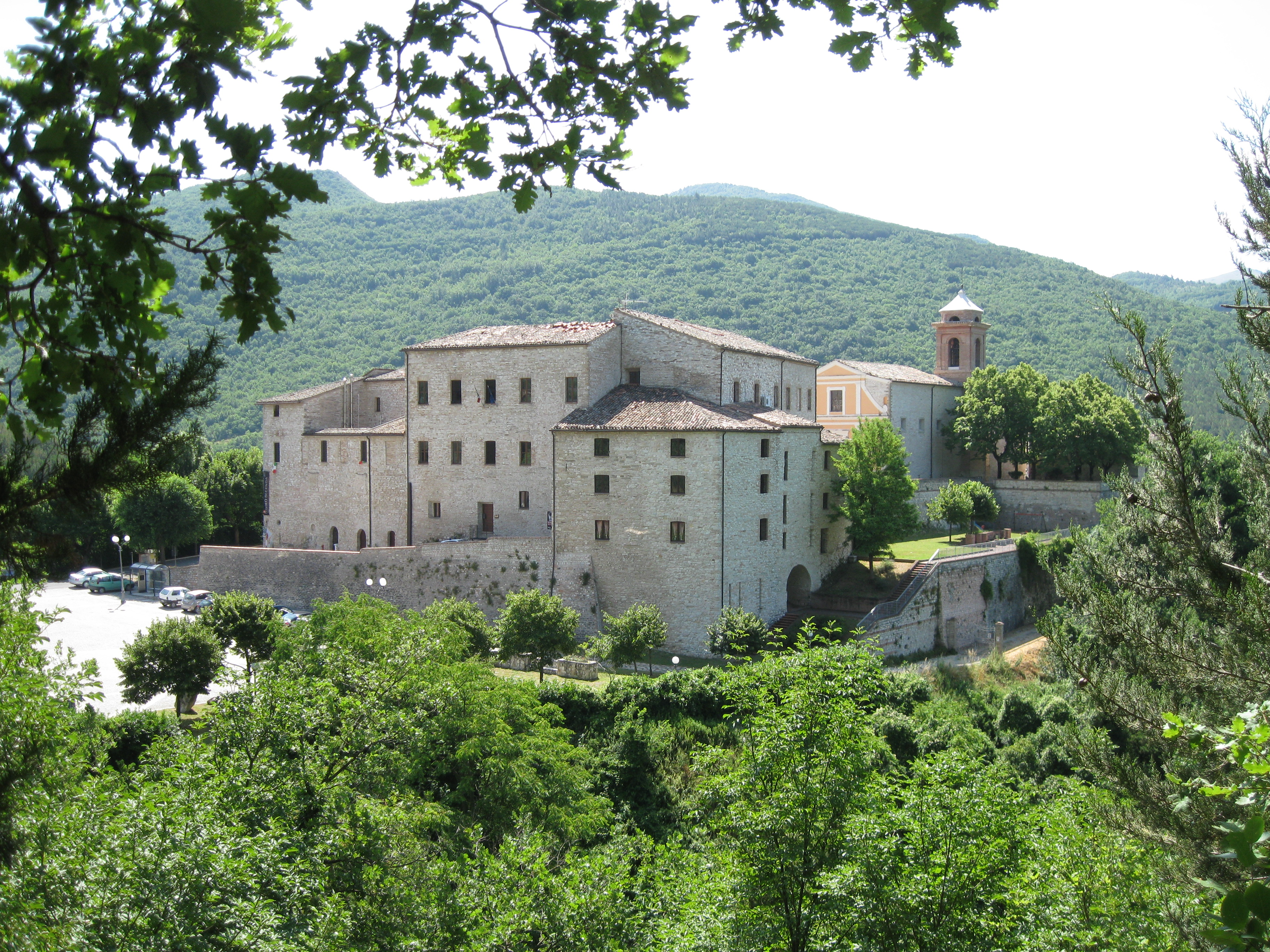
Genga
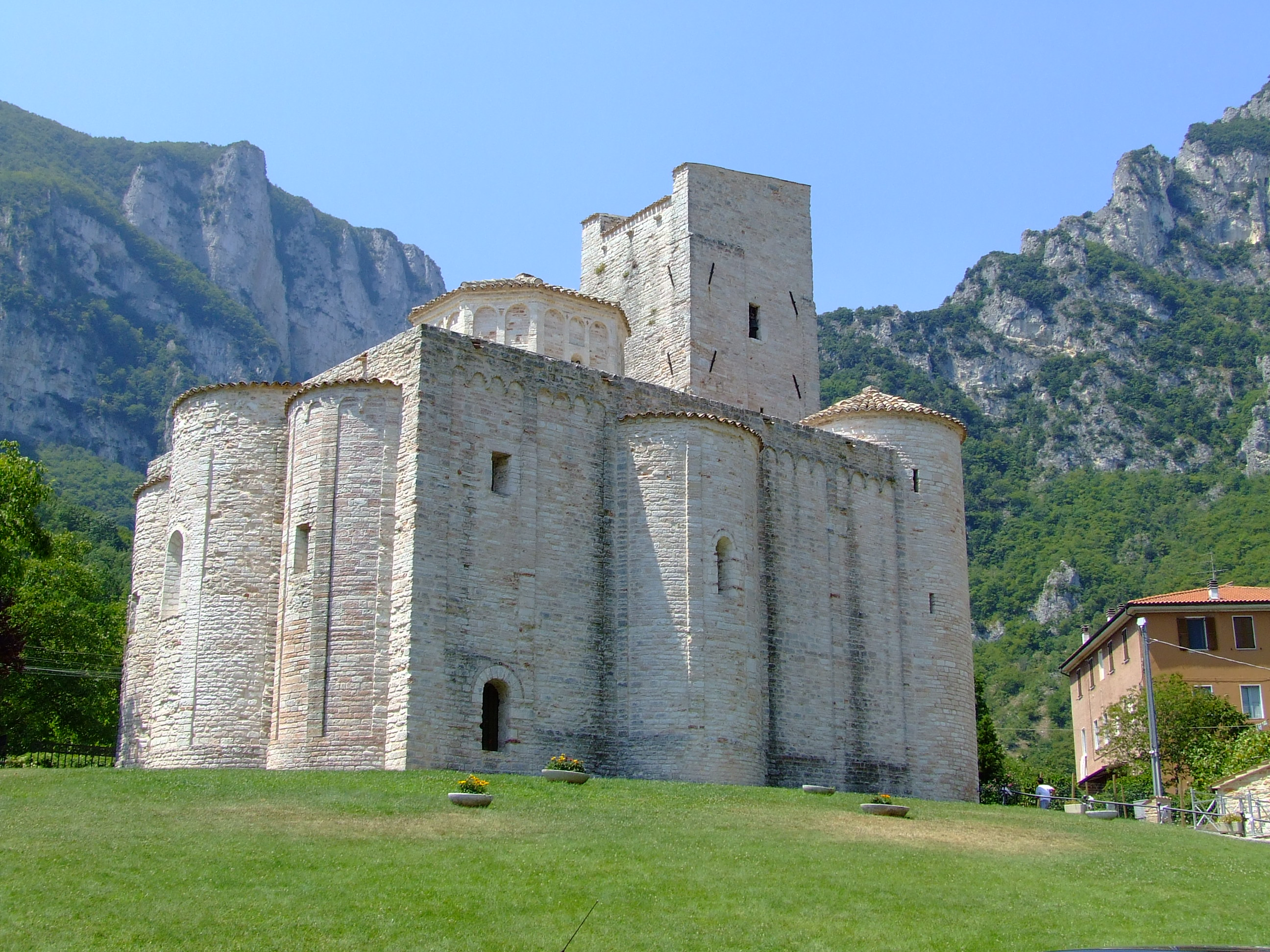
Abdij San Vittore Frasassi

## Demografie
Genga telt ongeveer 819 huishoudens. Het aantal inwoners daalde in de periode 1991-2001 met 0,2% volgens cijfers uit de tienjaarlijkse volkstellingen van ISTAT.
| Jaar | Inwoneraantal |
| ---- | ------------- |
| 1991 | 1984          |
| 2001 | 1981          |

## Bezienswaardigheden
- In de gemeente Genga bevinden zich in het Regionale Natuurpark van de Gola della Rossa en Frasassi (Parco naturale regionale della Gola della Rossa e di Frasassi) de spectaculaire grotten van Frasassi.
- In opdracht van Paus Leo XII transformeerde de architect Giuseppe Valadier vanaf 1819 een grot in de bergen tot Mariakapel. Deze achthoekige Tempio del Valadier is helemaal opgetrokken uit travertijn uit het Frasassigebergte. De Madonna-met-Kind uit deze rotskapel staat tegenwoordig in het museum van Genga.[2]

## Geografie
Genga grenst aan de volgende gemeenten: Arcevia, Fabriano, Sassoferrato, Serra San Quirico.

## Afkomstig uit Genga
- Paus Leo XII.

Agugliano · Ancona · Arcevia · Barbara · Belvedere Ostrense · Camerano · Camerata Picena · Castel Colonna · Castelbellino · Castelfidardo · Castelleone di Suasa · Castelplanio · Cerreto d'Esi · Chiaravalle · Corinaldo · Cupramontana · Fabriano · Falconara Marittima · Filottrano · Genga · Jesi · Loreto · Maiolati Spontini · Mergo · Monsano · Monte Roberto · Monte San Vito · Montecarotto · Montemarciano · Monterado · Morro d'Alba · Numana · Offagna · Osimo · Ostra · Ostra Vetere · Poggio San Marcello · Polverigi · Ripe · Rosora · San Marcello · San Paolo di Jesi · Santa Maria Nuova · Sassoferrato · Senigallia · Serra San Quirico · Serra de' Conti · Sirolo · Staffolo
1. ↑  https://demo.istat.it/?l=it.
2. ↑  https://ciaotutti.nl/reizen-door-italie/le-marche/een-duik-in-de-historie-van-la-gola-di-frasassi/